# Antoine Griezmann
Antoine Griezmann [ɑ̃.twan ɡʁjɛz.man] (* 21. März 1991 in Mâcon) ist ein französischer Fußballspieler. Der Stürmer spielt seit seinem 14. Lebensjahr für spanische Vereine. Er steht seit September 2021 zum zweiten Mal in seiner Karriere bei Atlético Madrid unter Vertrag und war Nationalspieler. Mit der Nationalmannschaft wurde Griezmann 2018 in Russland Weltmeister.

## Karriere

### Verein

#### Herkunft und Jugend
Antoine Griezmann wurde 1991 als zweites von drei Kindern eines Stadtangestellten und einer Krankenschwester in Mâcon im Burgund geboren und wuchs dort gemeinsam mit seiner drei Jahre älteren Schwester und seinem fünf Jahre jüngeren Bruder in bescheidenen Verhältnissen auf. Griezmanns Vorfahren väterlicherseits stammen aus dem hessischen Münster, woher sein deutscher Nachname rührt; seine Mutter ist die Tochter portugiesischer Immigranten, die vor dem Estado-Novo-Regime des portugiesischen Diktators António de Oliveira Salazar 1957 nach Frankreich geflohen waren. Griezmanns Großvater mütterlicherseits, Amaro Lopes, war in Portugal als Abwehrspieler beim FC Paços de Ferreira aktiv.
Griezmann begann mit dem Fußballspielen in seiner Geburtsstadt Mâcon. 1997 trat er dem EC Mâcon bei, 1999 der UF Mâcon. Sein Vater, der selbst Mannschaften der UFM trainierte, sprach bei etlichen französischen Vereinen vor, um Antoine die Aufnahme in deren Nachwuchsförderzentrum zu ermöglichen, hatte damit aber weder bei Olympique Lyon noch bei der AJ Auxerre, dem FC Metz, HSC Montpellier, FC Sochaux oder der AS Saint-Étienne Erfolg. Zwar wurden überall seine technischen Fähigkeiten anerkannt, aber Antoine galt als zu klein und zu schmächtig.

#### Durchbruch bei Real Sociedad
2005 wurde der französische Scout Eric Olhats bei einem C-Jugend-Turnier auf den 14-jährigen Griezmann aufmerksam und vermittelte ihn an den spanischen Verein Real Sociedad San Sebastián, der ihn zu einem Probetraining nach Spanien einlud. Griezmann überzeugte und blieb bei dem Nachwuchs des baskischen Klubs. Die ersten Jahre nach seinem Wechsel zu Real Sociedad lebte er bei seinem Entdecker Olhats, der ihn bei sich aufgenommen hatte, in der Stadt Bayonne im französischen Teil des Baskenlandes und fuhr jeden Tag in die 50 Kilometer entfernt liegende Stadt über die Grenze nach Spanien zum Training. In San Sebastián stieg er nach einigen Einsätzen in der Zweitligasaison 2009/10 in die erste Mannschaft auf.
Sein Profidebüt gab Griezmann am 6. September 2009, als er am zweiten Spieltag der Segunda División gegen Real Murcia in der 73. Minute für Jonathan Estrada eingewechselt wurde. Am 27. September 2009 erzielte er am fünften Spieltag im Spiel gegen den SD Huesca mit dem 1:0 in der 38. Minute sein erstes Tor als Profi. Zum Saisonende gelang der Aufstieg in die Primera División. In seiner ersten Saison kam Griezmann auf 39 Einsätze, spielte aber nur selten über 90 Minuten. Er erzielte sechs Saisontore in der Liga.

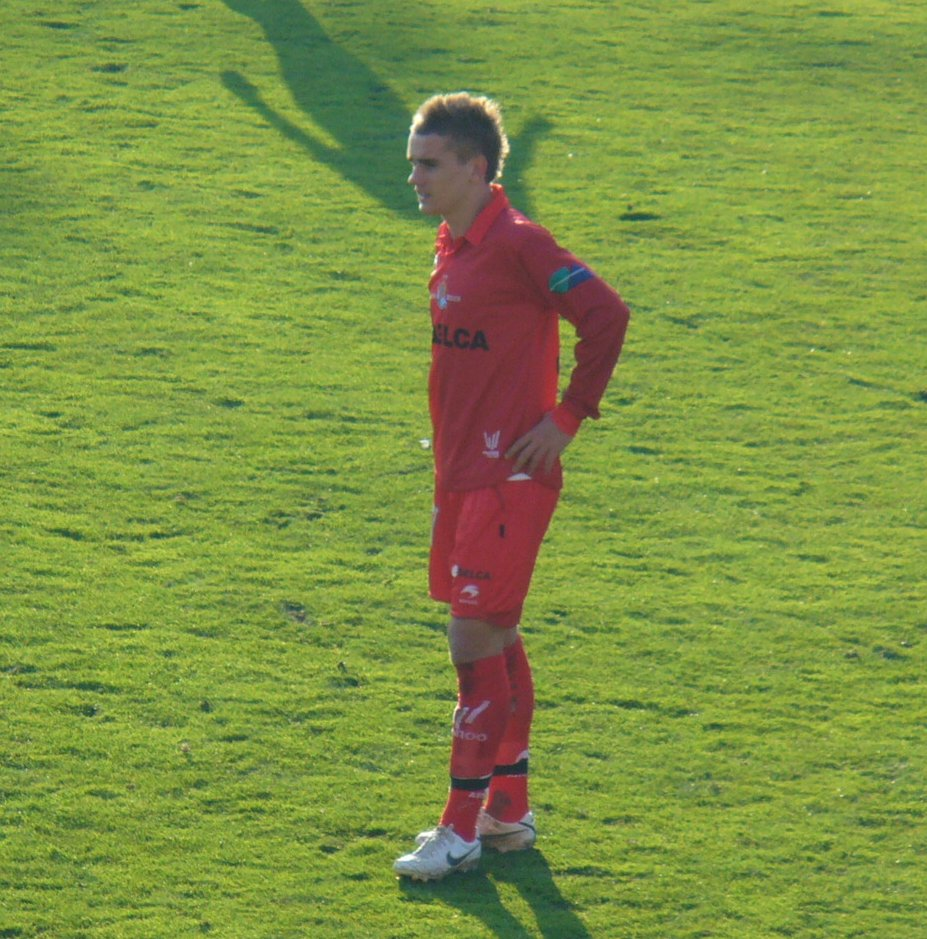
Griezmann 2010 im Trikot von Real Sociedad

Am 29. August 2010 gab Griezmann sein Debüt in der Primera División, als er am ersten Spieltag der Saison 2010/11 gegen den FC Villarreal in der 62. Minute für Francisco Sutil eingewechselt wurde. Am 25. Oktober erzielte er beim 3:0-Sieg gegen Deportivo La Coruña sein erstes Tor in der Primera División. In der Saison kam Griezmann zwar zu 37 Einsätzen, jedoch hatte er nur phasenweise einen Platz in der ersten Elf sicher. In der Liga erzielte er sieben Treffer.
In der Spielzeit 2011/12 setzte sich Griezmann als Stammspieler bei Real Sociedad durch. Er kam bis auf drei Partien in allen Ligaspielen zum Einsatz und absolvierte 22 davon über die volle Spielzeit. Insgesamt erzielte er in 35 Ligaeinsätzen sieben Tore. Real Sociedad schloss die Saison mit 47 Punkten auf dem zwölften Platz ab.
Die Saison 2012/13 war für Griezmann und seinen Verein erfolgreich. Mit zehn Toren in 34 Ligapartien war er hinter Carlos Vela und Imanol Agirretxe der drittbeste Torschütze seines Vereins. In der Liga erreichte man mit 66 Punkten den vierten Platz und qualifizierte sich das erste Mal seit zehn Jahren wieder für den Europapokal.
In der Playoff-Runde der Qualifikation für die Champions-League-Saison 2013/14 traf Real Sociedad auf Olympique Lyon. Im Hinspiel am 20. August 2013 erzielte Griezmann mit dem 1:0 sein erstes Champions-League-Tor; Real Sociedad gewann das Spiel in Lyon mit 2:0. Nachdem das Rückspiel ebenfalls 2:0 gewonnen worden war, qualifizierte sich Real Sociedad für die Gruppenphase der Champions League, in der man in der Gruppe A auf Manchester United, Schachtar Donezk und Bayer 04 Leverkusen traf. Nach einem gewonnenen Punkt aus sechs Spielen schied Real Sociedad als Gruppenletzter aus. Die Primera-División-Saison 2013/14 stellte Griezmanns endgültigen Durchbruch in der spanischen Oberklasse dar. Mit 16 Toren in 35 Spielen war er gemeinsam mit Carlos Vela der erfolgreichste Torjäger seines Vereins und belegte in der Torschützenliste den geteilten sechsten Platz. Real Sociedad schloss die Spielzeit mit 59 Punkten auf dem siebten Rang ab und kam im spanischen Fußballpokal bis ins Halbfinale, in dem man gegen den FC Barcelona ausschied. Griezmann spielte sich durch seine Leistungen für Real Sociedad und die französische Nationalmannschaft bei der WM 2014 in den Fokus der großen Vereine und wurde mit Manchester United und dem FC Bayern München in Verbindung gebracht.

#### Atlético Madrid
Zur Saison 2014/15 wechselte Griezmann zum amtierenden spanischen Meister Atlético Madrid; er unterschrieb einen bis zum 30. Juni 2020 laufenden Vertrag, dessen Laufzeit im Juni 2016 bis zum 30. Juni 2021 verlängert wurde. Mit Atletico wurde er 2014 spanischer Supercupsieger. Nach einigen Startschwierigkeiten sicherte sich Griezmann einen Stammplatz und erzielte in seinen ersten beiden Saisons insgesamt 44 Tore in der Liga. Er war Spieler des Monats der Primera División im Januar 2015, April 2015, September 2016, März 2017, Februar 2018 und Dezember 2018. Atletico war 2016 mit Griezmann Champions-League-Finalist. Mit Atletico gewann er 2018 die Europa-League und gegen Real Madrid den UEFA-Super-Cup.

#### FC Barcelona
Zur Saison 2019/20 wechselte Griezmann mittels seiner Ausstiegsklausel in Höhe von 120 Millionen Euro zum FC Barcelona. Er unterschrieb einen Vertrag mit einer Laufzeit bis zum 30. Juni 2024, der eine Ausstiegsklausel in Höhe von 800 Millionen Euro enthielt, und wurde zu einem der bis dahin teuersten Transfers der Fußballgeschichte.
In seiner ersten – und in offensiver Hinsicht größtenteils durchwachsenen Saison – hatte Griezmann Probleme, seine individuelle Spielweise an die seines neuen Arbeitgebers anzupassen, da er zuvor einige Jahre im kompakten, eher defensiv ausgerichteten Atlético-Bollwerk unter Diego Simeone agierte und dort eine tragende Rolle ausführte, die von der vom FC Barcelona gewünschten, deutlich offensiveren Rolle abwich – so konnte er zwar aufgrund seiner defensiven Qualitäten Barcelonas Defensive bei Ballverlust zusätzlich stabilisieren, doch es gelangen ihm in 35 Ligaspielen lediglich neun Tore. Er zeigte sich im zweiten Jahr in verbesserter Form und erzielte 13 Treffer. In bislang zwei Spielzeiten in der UEFA Champions League hatte er insgesamt 16 Einsätze, in denen ihm vier Tore gelangen, jeweils zwei pro Saison.

#### Rückkehr zu Atlético
Ende August 2021 kehrte Griezmann am letzten Tag der Transferperiode zu Atlético Madrid zurück. Zunächst wurde ein Leihgeschäft bis zum Ende der Saison 2021/22 vereinbart, das um ein Jahr verlängert werden konnte. Anschließend bestand eine Kaufpflicht. Der Franzose kam in 26 Ligaspielen zum Einsatz (21-mal Startelf) und erzielte 3 Tore. In der Champions League war er in 9 Spielen 4-mal erfolgreich und schied mit der Mannschaft im Viertelfinale gegen Manchester City aus.
Auch zum Beginn der Saison 2022/23 blieb Griezmann bei Atlético. Er kam jedoch nur noch als Einwechselspieler zum Einsatz. Es wurde vermutet, dass Atlético so die Aktivierung der Kaufpflicht in Höhe von 40 Millionen Euro verhindern wollte. Diese hätte gegriffen, wenn Griezmann in über der Hälfte der Pflichtspiele mehr als 45 Minuten auf dem Platz steht, was in der Vorsaison bereits 30-mal der Fall gewesen war. Bis zum 8. Spieltag spielte Griezmann nur 2-mal länger als 30 Minuten; ebenso verhielt es sich in der Champions League, in der er in den ersten 3 Gruppenspielen einmal über die volle Spielzeit auf dem Platz stand und ansonsten um die 60. Spielminute eingewechselt wurde. Im Oktober 2022 einigten sich die Vereine: Die Transferrechte gingen sofort auf Atlético über und Griezmann unterschrieb einen neuen Vertrag bis zum 30. Juni 2026.

### Nationalmannschaft

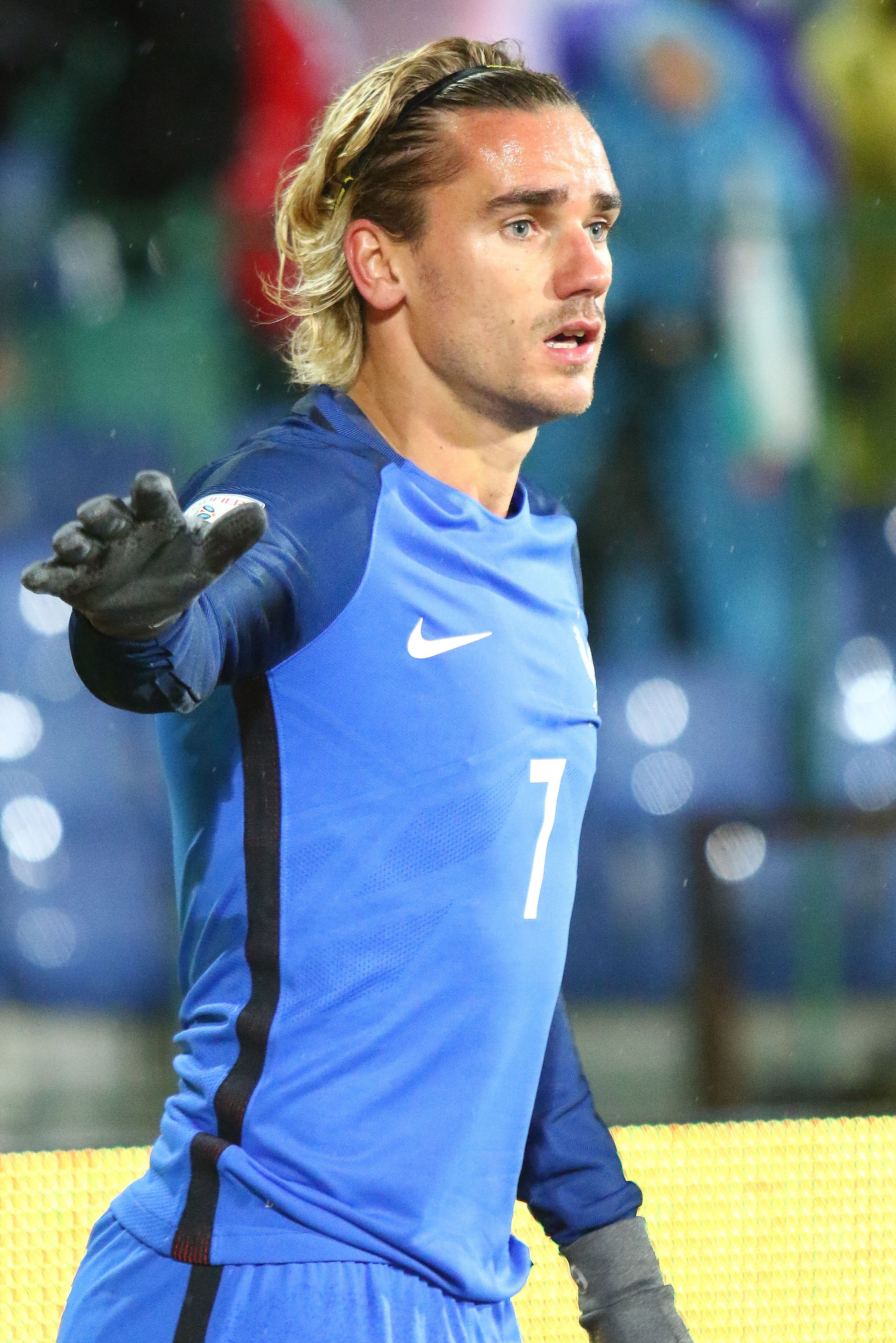
Antoine Griezmann im Trikot der Nationalmannschaft (2017)

Griezmann nahm 2010 mit der französischen U19-Nationalelf an der U19-Europameisterschaft im eigenen Land teil. Im zweiten Gruppenspiel erzielte er gegen Österreich zwei Tore. Am Ende des Turniers stand der Titelgewinn für die Franzosen. Danach spielte er für die U20- und U21-Nationalmannschaft Frankreichs.
Anfang November 2012 wurde Griezmann vom französischen Fußballverband bis zum 31. Dezember 2013 suspendiert. Grund war ein unerlaubtes Verlassen des Trainingslagers der U21 in Le Havre im Oktober 2012 mit einigen Teamkollegen, darunter Yann M’Vila und Wissam Ben Yedder, und ein Nachtclubbesuch in Paris in dieser Nacht. Die U21 scheiterte anschließend in den Playoffs der Qualifikation für die U21-Europameisterschaft 2013 in Israel an Norwegen.
2014 nahm Griezmann mit der französischen A-Nationalmannschaft an der Weltmeisterschaft in Brasilien teil und spielte in drei von fünf Spielen von Beginn an. Frankreich schied im Viertelfinale nach einer 0:1-Niederlage gegen den späteren Weltmeister Deutschland aus.
Bei der Europameisterschaft 2016 in Frankreich gehörte er in sieben Partien der französischen Mannschaft zur Stammelf. Im zweiten Gruppenspiel gegen Albanien erzielte er den Treffer zum 1:0 in der Schlussminute; das Spiel wurde mit 2:0 gewonnen. Im Achtelfinale gegen Irland erzielte er beide Tore zum 2:1. Beim 5:2-Sieg gegen Island im Viertelfinale war er mit zwei Vorlagen und einem Tor beteiligt. Im Halbfinale erzielte er beide Tore zum 2:0-Sieg gegen die deutsche Mannschaft. Das Finale gegen Portugal wurde mit 0:1 verloren. Mit sechs Treffern wurde Griezmann Torschützenkönig dieser EM und mit dem Goldenen Schuh ausgezeichnet, außerdem wurde er in die Mannschaft des Turniers gewählt.
Bei dieser Endrunde gaben ihm etliche französische wie ausländische Fachjournalisten den wortspielerischen Spitznamen „Grizou“, angelehnt an den Spitznamen „Zizou“ der französischen Fußball-Legende Zinédine Zidane, weil er sich zu der tragenden Kraft der Nationalelf entwickelt hatte. Die L’Équipe schrieb:

„Die französische Mannschaft steht im Finale der EM wie die Generation Platini 1984, wie die Generation Zidane 2000, und man muss sich nicht übermäßig anstrengen, um ihr jetzt einen Namen zu geben: Antoine Griezmann.“

Griezmann nahm mit der Nationalmannschaft an der Weltmeisterschaft 2018 teil. Im Auftaktspiel, dem 2:1-Sieg gegen Australien, erzielte er per Elfmeter den Treffer zum 1:0. Im Achtelfinale traf er erneut per Elfmeter beim 4:3-Sieg gegen Argentinien. Anschließend erzielte er im Viertelfinale gegen Uruguay den Treffer zum 2:0-Entstand. Im Halbfinale gegen Belgien (1:0) bereitete Griezmann den einzigen Treffer vor. Auch im Finale, das die Franzosen mit 4:2 gewannen, schoss er ein Tor per Elfmeter. Griezmann wurde mit seinem Team Weltmeister und nach dem Spiel zum Man of the Match ernannt.
Bei der Europameisterschaft 2021 gelangte er mit der französischen Auswahl bis ins Achtelfinale, ehe Frankreich dort gegen die Schweiz im Elfmeterschießen ausschied.
Im Finale der UEFA Nations League 2020/21, das die Franzosen mit 2:1 gegen Spanien gewannen, bestritt er sein 100. Länderspiel.
Beim 2:1-Sieg über die Niederlande in der EM-Qualifikation 2024 am 13. Oktober 2023 spielte Griezmann das 81. Spiel in Folge, ohne eine Partie zu verpassen, womit er einen Weltrekord für Nationalspieler aufstellte. Die Serie endete am 23. März 2024 nach 84 Spielen, als er gegen Deutschland aufgrund einer Knöchelverletzung nicht spielen konnte.
Im September 2024 gab Griezmann das Ende seiner Nationalmannschaftskarriere bekannt.

## Titel und Auszeichnungen

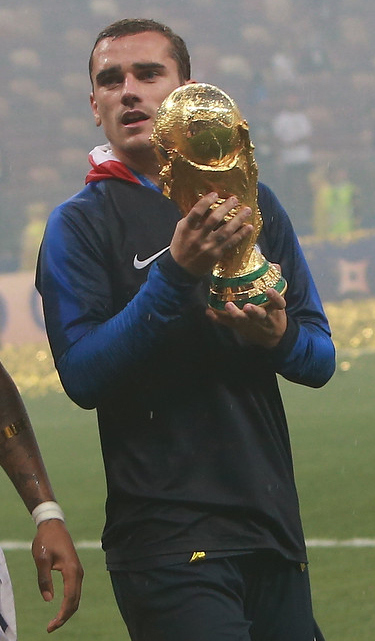
Griezmann mit dem WM-Pokal (2018)

### Nationalmannschaft
- Weltmeister: 2018
- UEFA-Nations-League-Sieger: 2021
- U19-Europameister: 2010

### Vereine
International
- Europa-League-Sieger: 2018 (Atlético Madrid)
- UEFA-Super-Cup-Sieger: 2018 (Atlético Madrid)

Spanien
- Pokalsieger: 2021 (FC Barcelona)
- Supercupsieger: 2014 (Atlético Madrid)
- Zweitligameister und Aufstieg in die Primera División: 2010 (Real Sociedad)

### Auszeichnungen
- Bester Spieler der Europameisterschaft 2016
- Bronzener Ball der Weltmeisterschaft 2018
- Goldener Schuh der Europameisterschaft 2016
- Silberner Schuh der Weltmeisterschaft 2018
- All-Star-Team der Europameisterschaft 2016
- Frankreichs Fußballer des Jahres: 2016
- UEFA Team of the Year: 2016[22]
- Spieler des Monats der Primera División (8): Januar 2015, April 2015, September 2016, März 2017, Februar 2018, Dezember 2018, März 2023 und November 2023

## Privates
2011 liierte sich Griezmann mit der Spanierin Erika Choperena, die er am 15. Juni 2017 heiratete.
Sie haben drei gemeinsame Kinder, die allesamt am 8. April geboren sind (* 2016, 2019, 2021). Sein viertes Kind, eine Tochter, kam im Juni 2025 zur Welt. 
Griezmanns Schwester Maud gehört zu den Überlebenden der Terroranschläge vom 13. November 2015 in Paris, als bei islamistisch motivierten Attentaten an fünf verschiedenen Orten in Paris 130 Menschen getötet wurden. Sie befand sich anlässlich eines Konzertes der Rockband Eagles of Death Metal im Konzertsaal Bataclan, als dieser von drei um sich schießenden Terroristen gestürmt wurde, wobei 90 Menschen getötet wurden. Antoine Griezmann kam zeitgleich im rund sieben Kilometer entfernten Stade de France in Saint-Denis beim Freundschaftsspiel der französischen Nationalmannschaft gegen Deutschland zum Einsatz, das ebenfalls ein Anschlagsziel war.
Griezmann ist als Basketball-Fan bekannt und verfolgt regelmäßig Spiele der nordamerikanischen NBA.
Als sein Idol bezeichnete er David Beckham. Deswegen trage er auch langärmelige Trikots und die Rückennummer 7.
Im Dezember 2020 kündigte Griezmann seinen Sponsoringvertrag mit einem chinesischen Telekommunikationsunternehmen. Er reagierte damit auf Berichte über die Verwicklung des Konzerns in die staatliche Unterdrückung der muslimischen Minderheit.
Im Juli 2021 wiederum beendete Konami die Zusammenarbeit mit Griezmann, nachdem in den Tagen zuvor ein Video im Internet aufgetaucht war, in dem zu sehen ist, wie sich Griezmann und Teamkollege Ousmane Dembélé abfällig über anwesende Japaner im Raum äußern.